# 松本卓也 (俳優)
松本 卓也（まつもと たくや、1995年5月19日 - ）は、日本の俳優。京都府出身。マッシュ所属。

## 来歴・人物
2018年に京都造形芸術大学映画学科俳優コース（8期生）を卒業。大学在学時から映画作品などに出演し、特に松本と同大学に同期だった阪元裕吾（映画制作コース8期生）の監督作品には常連俳優として出演している。
2019年1月より、有限会社マッシュ（M★A★S★H）に所属。
大学生時代には、力強い関西弁で捲し立てる演技に定評があると言われていた。過去に6年間のラグビー経験がある。

## 出演

### 映画
- セトウツミ（2016年7月2日公開、ブロードメディア・スタジオ、監督：大森立嗣） - 大橋 役
- スロータージャップ（2017年製作、監督：阪元裕吾） - 町山龍 役　※ゆうばり国際ファンタスティック映画祭2018出品作、劇場未公開
- ウィッチ・フウィッチ（2018年2月24日公開、VICE、監督：酒井麻衣） - ヤマト 役
- ハングマンズ・ノット（2018年8月25日公開、ブラウニー、監督：阪元裕吾） - 影山アキラ 役
- ファミリー☆ウォーズ（2018年8月25日公開、ブラウニー、監督：阪元裕吾） - 福島伸治 役
- この道（2019年1月11日公開、HIGH BROW CINEMA、監督：佐々部清） - 大手拓次 役
- クレイジーアイランド 奈緒美の愛と青春と狂気の爆走ロード（2019年3月23日公開、GARBLE FILM、監督：辻凪子・阪元裕吾） - ジョー 役
- 許された子どもたち（2020年6月1日公開、SPACE SHOWER FILMS、監督：内藤瑛亮）
- ロストベイベーロスト（2020年9月12日公開、監督：柘植勇人）
- ある用務員（2021年1月29日公開、キグー、監督：阪元裕吾）
- 黄龍の村（2021年9月24日公開、ラビットハウス、監督：阪元裕吾） - 村井孝則 役[7]
- グリーンバレット（2022年8月26日公開、ラビットハウス、監督：阪元裕吾） - 真中卓也 役
- 最強殺し屋伝説国岡 外伝 国岡ツアーズ大阪編 蘇る金のドラゴン・なにわアサシンの逆襲（2022年9月30日公開、監督：阪元裕吾） - 真中卓也 役
- 私の太陽（2023年11月25日公開、オーピー映画、監督：小栗はるひ） - 増村比呂 役[8]
- ヘヴンズ×キャンディ（2024年7月13日公開、オーピー映画、監督：山内大輔）[9]
- 異常性欲の夜 うごめく肉唇（2024年8月2日公開、監督：山内大輔） - シュウ 役
- フレイムユニオン 最強殺し屋伝説国岡 私闘編（2025年10月10日公開予定、キングレコード、監督：阪元裕吾） - 真中卓也 役[10]

#### 短編映画
- べー。（2016年、監督：阪元裕吾） - 影山アキラ 役
- 修羅ランド（2017年、監督：阪元裕吾） - 桐山 役　※夏のホラー秘宝まつり2016 DVDシリーズ映像特典
- ぱん。（2017年、監督：阪元裕吾・辻凪子） - ヤンキー 役　※MOOCIC LAB 2017短編部門出品作
- 欲望の怪物（2019年、監督：松本卓也） - 鈴木 役[11]　※取手映画祭上映作。なお、監督は同姓同名の別人

### テレビドラマ
- GIVER 復讐の贈与者 第6話（2018年8月17日、テレビ東京） - ホスト 役
- イノセンス 冤罪弁護士 第6話（2019年2月23日、日本テレビ） - 新島彰 役
- 腐女子、うっかりゲイに告る。 第1話（2019年4月20日、NHK総合）
- スパイラル〜町工場の奇跡〜 第3話（2019年4月29日、テレビ東京）
- 警視庁ゼロ係〜生活安全課なんでも相談室〜 SEASON4 第2話（2019年7月26日、テレビ東京） - 川谷翔太 役
- 名もなき復讐者 ZEGEN 第2話（2019年9月6日、関西テレビ）
- 死にたい夜にかぎって 第1話（2020年2月24日、毎日放送）
- すぐ死ぬんだから 第1話（2020年8月23日、NHK BSプレミアム） - 葬儀社・アルバイト 役
- 今度生まれたら 第4話 (2022年5月29日、NHKBSプレミアム・BS4K) -　北斗園芸社員 役

### ウェブドラマ
- すじぼり 第4話・第8話（2019年6月28日・7月26日、U-NEXT）

### バラエティ番組
- 戦国炒飯TV 〜なんとなく歴史が学べる映像〜 第1話・第3話・第12話・第25話（2020年8月2日・16日・10月18日・12月30日、TOKYO MX・BS11）

### 舞台
- 神保町花月プロデュース「No.2」（2019年8月22日 - 9月1日、神保町花月）[12]
- 演劇ユニット レシピ 第1回公演「ハロウィンの戯言〜オモテの私とウラの君〜」（2019年10月18日 - 10月20日、シルクロードカフェ）
- 朗読劇「杳たる月」（2024年8月11日・12日、浅草九劇）[13]

### CM
- ACジャパン「左利きの人と」（2016年）
- UHA味覚糖 さけるグミ「レア商品」篇（2019年）
- ダビマス「どんどん林修先生編」（2019年）　※WEB-CM

### MV
- UNUBORE「ホレタハレタ!」（2016年）